# Stocksee (Kreis Plön)
Der Stocksee ist ein See in den Kreisen Segeberg und Plön im deutschen Bundesland Schleswig-Holstein östlich der Ortschaft Stocksee. Er ist ca. 200 ha groß und bis zu 30,2 m tief. Der See gehört teilweise zum Naturschutzgebiet Mittlerer Stocksee und Umgebung.

## Entstehung
Der heutige See füllt ein tief eingeschnittenes Gletscherzungenbecken der Weichseleiszeit aus. Dieses entstand durch die Vorstöße verschiedener Gletscher, die im weichen Boden große Becken frei schoben und das Material seitlich ablagerten. Durch diese Entstehung, fallen die Ufer des Sees relativ steil ab und die Schilfrohrgürtel an den Seeufern sind relativ schmal. Im See befinden sich drei Inseln (Großrethberg, Kleine Insel und Lange Insel) sowie eine Halbinsel, auf denen sich ebenso wie in der Uferzone vorwiegend Erlen-Bruchwäler befinden. In höher gelegenen Bereichen gehen diese Feuchtwälder in extensiv genutzte Buchenwälder über.
Der See wird als mäßig nährstoffversorgt eingestuft. Er befindet sich in Privateigentum, das ausgewiesene etwa 99 Hektar große Naturschutzgebiet im Südwesten, inklusive der Inseln und der Wasserflächen, darf nicht betreten oder befahren werden.